# Ludwik Klimek
Pour les articles homonymes, voir Klimek.
Ludwik Klimek, en allemand Ludwig Klimek ou en français Ludovic Klimek, né le 23 août 1912 à Skoczów en Autriche-Hongrie (aujourd'hui en Pologne), et mort le 7 décembre 1992 à Antibes dans les Alpes-Maritimes, est un peintre français d'origine polonaise.

## Biographie

### 1912-1939: Europe de l'est
Ludwik Klimek naît le 23 août 1912 à Skoczow en Autriche-Hongrie (aujourd'hui Pologne).
La grande famille vit avec douze enfants à Skoczów et le père est commerçant et tient un magasin.
Avec la fondation de la deuxième République polonaise en novembre 1918, la région de Skoczów devient partie intégrante du territoire polonais.
Il fait sa première exposition à l'âge de onze ans dans sa ville natale.
Il étudie l'art et la peinture à l'Académie des Beaux-Arts de Cracovie.

### 1939-2006: France
Il se rend ensuite à Paris grâce à des bourses d'études au printemps 1939. Il visite souvent le Louvre et admire les œuvres originales de Titien, Francisco de Goya, Nicolas Poussin et de Pierre Paul Rubens. Il reste à Paris après l'invasion de la Pologne en septembre 1939.
Il travaille dans l’atelier d’André Lhote et à l'Académie de la Grande Chaumière. Son ami Édouard Vuillard lui fait obtenir une bourse des Affaires étrangères. En mai 1939, il part pour Aix-en-Provence.
À la libération, il revient à Paris et y reste deux ans avant de retourner dans le sud de la France en Côte d’Azur. Il vit à Nice, puis surtout à Menton où il reste vingt ans jusqu'en 1947. Il s'installe alors à Saint-Paul-de-Vence, puis à Juan-les-Pins.
En peignant à Vallauris de 1951 à 1952, il rencontre Pablo Picasso, qui y vit de 1948 à 1955. Il rencontre également Marc Chagall et est son ami pendant des années. Avec Henri Matisse, qui vit à Vence, il fonde la Biennale Internationale d'Art de Menton en 1951 et y expose ses œuvres jusqu'en 1972. En 1951 et 1953, il reçoit le deuxième prix pour ses peintures.
Ludwik Klimek a créé environ 3 000 œuvres d'art - principalement sous forme de peinture à l'huile sur toile, mais moins sous forme d'aquarelle, de peinture au pastel et de gouache. En raison de la longue maladie de son fils, il vend une grande partie de ses œuvres d'art.
Dans ses œuvres, où il baigne souvent des figures féminines, des naïades, des nixes, des héliades, des sirènes apparaissent comme des emprunts spirituels aux mythes et aux légendes, ainsi que des paysages et des natures mortes.
Il meurt le 7 décembre 1992 à Nice ou à Antibes. Le 11 décembre a lieu la cérémonie de ses funérailles à la cathédrale d’Antibes.
En 1998 et en 2005 son atelier est dispersé par Me Appay à Cannes, puis en 1999 et 2000 par Mes Lombrail et Teucquam à Paris, et en 2006 par France-Enchères à Lyon.

## Œuvres
- 1930 : Nu féminin réalisé à l'encre de Chine[9]
- 1930 : Landscape[10]
- 1946 : Niçoise au chapeau, fusain
- 1949 : Les Amants, huile sur bois
- 1950 : Landscape, huile sur toile
- 1951 : Paysage de bord de mer, huile sur toile
- 1954 : La Fleur de Bananer, huile sur toile
- 1955 : Ruelle animée avec palmier, huile sur toile
- 1956 : Nature morte à la guitare, huile sur toile
- 1956 : Les Voiliers, huile sur toile
- 1957 : Madrilène au bouquet de fleurs
- 1963 : Les Naïades, huile sur toile
- 1963 : Composition, pastel
- 1964 : Baigneuses et joueur de guitare
- 1965 : La plaque des intellectuelles, huile sur toile
- 1966 : Diane du bain, huile sur toile
- 1972 : La femme fleur, huile sur toile
- 1973 : Nu au chapeau, huile sur papier
- 1974 : Les trois Grâces, aquarelle
- 1975 : Jeune femme à la Colombe et aux fleurs, technique mixte sur papier
- 1978 : Fleurs et fruits, huile sur toile
- 1978 : Vase de fleurs, huile sur papier
- 1977 : Odalisque, aquarelle
- 1980 : Fruits', huile sur toile
- 1995 : Maternité au figuier, huile sur toile
- 1998 : Jeune femme à sa toilette, crayon de couleur
- 1998 : 'Baigneuses – Hommage à Jean Cocteau, aquarelle
- 1998 : Femme au miroir, pastel
- 1998 : L’orientale

### Illustration
Il illustre un livre de contes de fées paru en polonais à Paris en 1946.

## Expositions

### Personnelles
- 1923 : Skoczow[5]
- 1941 : Fouque, Aix-en-Provence[5]
- 1945 : Greuze, Paris[5]
- 1963 : La Tana, Savone[5]

### Collectives
- 1943 : Galliera, Paris[5]
- 1948 : Malmö[5]
- 1951 à 1972 : Biennale de Menton (médaille d'argent en 1953)[3]

### Musée
- 27 mai au 27 août 2023 : Ludwik Klimek, l'odyssée du beau, Musée des Beaux-Arts de Libourne - Chapelle du Carmel, Libourne[12]

## Distinctions
- 1951 : médaille d'argent – Première Biennale Internationale d’Art de Menton[13]
- 1953 : médaille d'argent – Deuxième Biennale Internationale d’Art de Menton[réf. nécessaire]

## Littérature jeunesse
- Bruno Durocher, Beata Zagórowska (traduction) et Ludwik Klimek (illustrations), Bajki = Contes, Paris, Éditions Caractères, 2019 (ISBN 978-2854466348)